# Skanör
Skanör este un oraș în Suedia.